# Edoardo Catinali
Edoardo Catinali (Napoli, 16 agosto 1982) è un calciatore italiano, centrocampista del Castel di Sangro.

## Carriera
Nella stagione 2002-2003 milita nelle file della Casertana in Serie D, dove totalizza un gol in 27 presenze. La stagione successiva si trasferisce al Taranto in Serie C1 con il quale disputa 22 partite di campionato più una nei play-out. A fine stagione il Taranto retrocede e Catinali passa al Teramo, anch'essa partecipante al campionato di Serie C1.
Catinali rimane al Teramo per due stagioni e mezzo, totalizzando in campionato 69 presenze ed un gol (rispettivamente 23 presenze nel 2004-2005, 30 nel 2005-2006 e 16 nella prima metà della stagione 2006-2007).
Nel gennaio 2007 si trasferisce al Grosseto, contribuendo con 13 presenze alla storica promozione in Serie B della squadra maremmana e vincendo a fine stagione la Supercoppa di Lega di Serie C1. Nella stagione successiva passa al Perugia. Catinali disputa 24 partite di campionato e due nei play-off, venendo espulso nella gara decisiva contro l'Ancona.
Nella stagione successiva Catinali si trasferisce proprio all'Ancona, approdando per la prima volta in Serie B. Con l'Ancona totalizza 72 presenze fra i cadetti in due stagioni, prima di rimanere svincolato in seguito al fallimento della società dorica.
Inizia la stagione seguente senza squadra, prima di firmare alla fine di settembre 2010 per il Piacenza, partecipante al torneo di Serie B. Fa il suo debutto con la maglia biancorossa il 2 ottobre nella partita pareggiata per 2-2 contro il Padova.
Catinali termina la stagione a Piacenza con un infortunio nei play-out, totalizzando 28 partite in campionato e 1 nei play-out, rimanendo, poi, svincolato in seguito alla scadenza del contratto. Nel febbraio 2012 viene ingaggiato dall'L'Aquila, formazione di Seconda Divisione, firmando un contratto fino al termine della stagione.
Fa il suo debutto con gli abruzzesi il 19 febbraio nella partita contro l'Isola Liri nella quale si fa espellere, poi a fine stagione rimane svincolato. Il 15 luglio 2013 si trasferisce all'Ischia Isolaverde in Seconda Divisione. Fa il suo debutto con i campani l'8 settembre successivo nella partita pareggiata 0-0 contro il Gavorrano. Dopo 9 presenze nella prima metà di stagione, alla fine del mercato invernale si trasferisce a titolo definitivo al Real Vicenza, militante nell'altro girone di Seconda Divisione. Fa il suo debutto con i vicentini il 9 febbraio seguente nella vittoria casalinga per 1-0 contro il Cuneo. Il 13 aprile conquista insieme alla squadra la promozione al campionato a girone unico di Lega Pro.
Rimasto svincolato, nell'ottobre 2014 passa all'Aversa Normanna, sempre in Lega Pro. Debutta con i campani il 19 ottobre nella sconfitta per 3-1 in casa del Martina. A partire dalla partita dell'11 marzo contro il Benevento inizia a vestire la fascia da capitano. Chiude la stagione con 22 presenze in campionato e 1 nell'inutile vittoria per 3-1 contro l'Ischia Isolaverde nel ritorno dei play-out che sancisce la retrocessione in Serie D dell'Aversa Normanna.
Terminata la stagione resta svincolato e, in attesa di trovare una sistemazione, si aggrega al ritiro dell'équipe Campania per giocatori svincolati.
L'11 settembre si accorda con il Fondi, squadra laziale di Serie D. Fa il suo debutto con i rossoblù il 13 settembre nella sconfitta per 2-0 in casa del Taranto. Con il Fondi vince la Coppa Italia Serie D, sconfiggendo in finale 4-3 ai rigori l'OltrepoVoghera. Chiude la stagione con 27 presenze in campionato e 6 in Coppa.
Resta in Serie D anche l'anno successivo, trasferendosi alla Folgore Caratese, dove veste subito la fascia da capitano. Debutta con i brianzoli il 4 settembre 2016 nella partita vinta 3-2 sull'OltrepoVoghera. Il 16 dicembre successivo, dopo 12 presenze in campionato e 2 in Coppa Italia Serie D, rescinde il contratto, rimanendo svincolato. Il giorno successivo firma con la Sicula Leonzio, militante nel girone I della Serie D. Fa il suo debutto con i siciliani il 15 gennaio successivo nella vittoria 3-1 in casa del Pomigliano. Con la Sicula vince il girone D di Serie D, ottenendo la promozione in Lega Pro, totalizzando 17 presenze in campionato più una nella Poule Scudetto. Terminata la stagione rimane svincolato, ma viene subito ingaggiato dal Latina iscrittosi in Serie D dopo il fallimento. Appena arrivato viene designato come capitano. Debutta con i pontini il 20 agosto nella vittoria 2-1 sul campo dell'Anzio valida per il turno preliminare di Coppa Italia Serie D. Con i nerazzurri totalizza due presenze in coppa Italia, 24 in campionato ed una nei play-off nei quali il Latina viene eliminato in semifinale.
La stagione successiva resta in Serie D, trasferendosi al Castrovillari. Debutta con i calabresi il 2 settembre 2018 nella partita vinta 4-3 dopo i calci di rigore contro il Rotonda valida per il primo turno di Coppa Italia Serie D. Così come accaduto con Aversa, Caratese e Latina, viene designato capitano. Il 1º dicembre il Castrovillari annuncia di aver interrotto, di comune accordo con il giocatore, il rapporto con Catinali. Chiude, così, la sua esperienza con i calabresi con nove presenze in campionato e due in Coppa Italia.
Rimasto svincolato, il giorno successivo Catinali si accasa al Team Altamura, squadra militante sempre in Serie D, ma nel girone H. Il giorno stesso fa il suo debutto con gli altamurani nella partita persa 3-1 in casa del Nola. Termina la stagione con il Team Altamura totalizzando 19 presenze.
Rimasto svincolato, nell'estate 2019 prende parte al ritiro dell'Equipe Campania. A fine agosto si accorda con il Grumentum Val d'Agri, squadra appena ripescata in serie D. Debutta con i lucani il 1º settembre 2019 nella partita persa 3-1 sul campo della Nocerina. Segna la sua prima rete con i lucani, tornando al gol in partite ufficiali dopo più di dieci anni, il 23 febbraio nella partita vinta 3-1 contro la Fidelis Andria. Al termine della stagione, finita anzitempo a causa dello scoppio della pandemia causata dal coronavirus COVID-19 e culminata con la retrocessione in Eccellenza del Grumentum Val d'Agri, totalizza una rete in 23 presenze di campionato.
Nel luglio 2020 Catinali viene annunciato dal Montesarchio, squadra militante nella Promozione campana, tuttavia, poco dopo, lo stesso calciatore smentisce l'accordo. Alla fine del mese viene annunciato l'approdo di Catinali al Gravina, rimanendo quindi a militare in Serie D. Fa il suo debutto con i pugliesi il 6 dicembre successivo nella partita vinta per 3-1 sul campo del Portici. Nello stesso mese, dopo aver disputato un'unica gara con il Gravina, si trasferisce alla Puteolana, anch'essa militante in Serie D, con cui fa il proprio debutto il 13 dicembre nella gara pareggiata 0-0 contro il FC Francavilla. Termina l'annata, nella quale i napoletani retrocedono in Eccellenza totalizzando 24 presenze. Nell'agosto 2021 scende di categoria, accasandosi alla Frattese, compagine militante in Eccellenza. Fa il suo debutto con i nerostellati il 5 settembre 2021 nella partita casalinga persa per 3-2 contro il Mondragone valida per la fase a gironi del torneo regionale di Coppa Italia Dilettanti, incontro nel quale veste la fascia di capitano.
Nel dicembre 2021, dopo 10 presenze in campionato e due nella fase regionale della Coppa Italia Dilettanti, abbandona la Frattese per fare ritorno alla Puteolana. Con i diavoli rossi, vince il proprio girone del campionato di Eccellenza, ottenendo poi la promozione in Serie D dopo il triangolare tra le vincenti dei vari gironi. Rimasto inizialmente svincolato con la conclusione della stagione, il 19 luglio seguente viene annunciata dalla Puteolana la conferma di Catinali per l'annata 2022-2023. Il 30 ottobre 2022, nella partita pareggiata 0-0 sul campo del Gravina veste per la prima volta la fascia di capitano della formazione napoletana. A fine stagione, culminata con la retrocessione della Puteolana in Eccellenza, totalizza 21 presenze in campionato e 4 in Coppa Italia Serie D, venendo poi riconfermato per la stagione 2023-2024 nella quale, il 29 ottobre 2023, segna la sua prima rete con i campani in occasione della partita vinta per 4-2 sul campo della Mariglianese.
Nell'estate 2024, dopo un totale di 34 presenze con la Puteolana nella stagione 2023-2024, si trasferisce al Castel di Sangro, squadra militante nell'Eccellenza molisana.

## Calcioscommesse
Allo scoppio dello scandalo calcioscommesse Catinali viene citato in alcune intercettazioni e in un SMS da lui inviato all'indagato Marco Pirani nello scandalo scommesse scoppiato nel giugno 2011, il giocatore tuttavia si dichiara estraneo ai fatti.
Il 16 febbraio 2012 viene iscritto nel registro degli indagati nell'ambito del calcioscommesse, insieme ad altre 40 persone, e l'8 maggio viene deferito dalla Procura federale della FIGC.
Il 1º giugno il procuratore federale Stefano Palazzi richiede per lui tre anni e nove mesi di squalifica.
Il 18 giugno in primo grado la Commissione Disciplinare della FIGC lo squalifica per 9 mesi per i fatti a lui addebitati in relazione alla partita Albinoleffe-Piacenza del 20 dicembre 2010.
Il 26 luglio viene deferito dalla procura federale per i fatti relativi alla gara Siena-Piacenza del 19 febbraio 2011 insieme agli ex compagni Gervasoni e Cassano.
Il 1º agosto Palazzi richiede per lui una squalifica pari a 3 anni e 6 mesi senza continuazione. Il 10 agosto la Commissione disciplinare della Figc accoglie le richieste dell'accusa e lo squalifica per 3 anni e 6 mesi.
Il 22 agosto in secondo grado gli viene confermata la squalifica. Il 12 febbraio 2013 il TNAS riduce la squalifica a 5 mesi.
Il 9 febbraio 2015 la procura di Cremona termina le indagini e formula per lui e altri indagati le accuse di associazione a delinquere e frode sportiva.

## Statistiche

### Presenze e reti nei club
Statistiche aggiornate al 6 aprile 2025.
| Stagione         | Squadra              | Campionato       | Campionato | Campionato | Coppe nazionali | Coppe nazionali | Coppe nazionali | Coppe continentali | Coppe continentali | Coppe continentali | Altre coppe | Altre coppe | Altre coppe | Totale | Totale |
| Stagione         | Squadra              | Comp             | Pres       | Reti       | Comp            | Pres            | Reti            | Comp               | Pres               | Reti               | Comp        | Pres        | Reti        | Pres   | Reti   |
| ---------------- | -------------------- | ---------------- | ---------- | ---------- | --------------- | --------------- | --------------- | ------------------ | ------------------ | ------------------ | ----------- | ----------- | ----------- | ------ | ------ |
| 2002-2003        | Casertana            | D                | 27         | 1          | -               | -               | -               | -                  | -                  | -                  | -           | -           | -           | 27     | 1      |
| 2003-2004        | Taranto              | C1               | 22+1       | 0          | CI-C            | 3               | 0               | -                  | -                  | -                  | -           | -           | -           | 26     | 0      |
| 2004-2005        | Teramo               | C1               | 23         | 0          | -               | -               | -               | -                  | -                  | -                  | -           | -           | -           | 23     | 0      |
| 2005-2006        | Teramo               | C1               | 30         | 0          | CI              | 1               | 0               | -                  | -                  | -                  | -           | -           | -           | 31     | 0      |
| 2006-gen. 2007   | Teramo               | C1               | 16         | 1          | CI              | 1               | 0               | -                  | -                  | -                  | -           | -           | -           | 17     | 1      |
| Totale Teramo    | Totale Teramo        | Totale Teramo    | 69         | 1          |                 | 2               | 0               |                    | -                  | -                  | -           | -           | -           | 71     | 1      |
| gen.-giu. 2007   | Grosseto             | C1               | 13         | 0          | -               | -               | -               | -                  | -                  | -                  | SL C1       | 2           | 0           | 15     | 0      |
| 2007-2008        | Perugia              | C1               | 24+2       | 1+0        | CIC             | 1               | 0               | -                  | -                  | -                  | -           | -           | -           | 27     | 1      |
| 2008-2009        | Ancona               | B                | 38+2       | 0          | CI              | 1               | 0               | -                  | -                  | -                  | -           | -           | -           | 41     | 0      |
| 2009-2010        | Ancona               | B                | 34         | 0          | CI              | 1               | 0               | -                  | -                  | -                  | -           | -           | -           | 35     | 0      |
| Totale Ancona    | Totale Ancona        | Totale Ancona    | 72+2       | 0          |                 | 2               | 0               |                    | -                  | -                  | -           | -           | -           | 76     | 0      |
| 2010-2011        | Piacenza             | B                | 28+1       | 0          | CI              | 0               | 0               | -                  | -                  | -                  | -           | -           | -           | 29     | 0      |
| feb.-giu. 2012   | L'Aquila             | 2D               | 12         | 0          | CI-LP           | 0               | 0               | -                  | -                  | -                  | -           | -           | -           | 12     | 0      |
| 2013-gen. 2014   | Ischia Isolaverde    | 2D               | 9          | 0          | CI-LP           | 1               | 0               | -                  | -                  | -                  | -           | -           | -           | 10     | 0      |
| gen.-giu.2014    | Real Vicenza         | 2D               | 9          | 0          | CI-LP           | -               | -               | -                  | -                  | -                  | -           | -           | -           | 9      | 0      |
| 2014-2015        | Aversa Normanna      | LP               | 22+1       | 0          | CI-LP           | 0               | 0               | -                  | -                  | -                  | -           | -           | -           | 23     | 0      |
| 2015-2016        | Fondi                | D                | 27         | 0          | CI-D            | 6               | 0               | -                  | -                  | -                  | -           | -           | -           | 33     | 0      |
| lug.-dic. 2016   | Folgore Caratese     | D                | 12         | 0          | CI-D            | 2               | 0               | -                  | -                  | -                  | -           | -           | -           | 14     | 0      |
| dic. 2016-2017   | Sicula Leonzio       | D                | 17+1       | 0          | CI-D            | -               | -               | -                  | -                  | -                  | -           | -           | -           | 18     | 0      |
| 2017-2018        | Latina               | D                | 24+1       | 0          | CI-D            | 2               | 0               | -                  | -                  | -                  | -           | -           | -           | 27     | 0      |
| ago.-dic. 2018   | Castrovillari        | D                | 9          | 0          | CI-D            | 2               | 0               | -                  | -                  | -                  | -           | -           | -           | 11     | 0      |
| dic. 2018-2019   | Team Altamura        | D                | 19         | 0          | CI-D            | -               | -               | -                  | -                  | -                  | -           | -           | -           | 19     | 0      |
| 2019-2020        | Grumentum Val d'Agri | D                | 23         | 1          | CI-D            | -               | -               | -                  | -                  | -                  | -           | -           | -           | 23     | 1      |
| lug.-dic. 2020   | Gravina              | D                | 1          | 0          | -               | -               | -               | -                  | -                  | -                  | -           | -           | -           | 1      | 0      |
| dic. 2020-2021   | Puteolana            | D                | 24         | 0          | -               | -               | -               | -                  | -                  | -                  | -           | -           | -           | 24     | 0      |
| lug.-dic. 2021   | Frattese             | Ecc              | 10         | 0          | CI Dil. Camp.   | 2               | 0               | -                  | -                  | -                  | -           | -           | -           | 12     | 0      |
| dic. 2021-2022   | Puteolana            | Ecc              | 8+1+       | 0          | CI Dil. Camp.   | -               | -               | -                  | -                  | -                  | -           | -           | -           | 9+     | 0      |
| 2022-2023        | Puteolana            | D                | 21         | 0          | CI-D            | 4               | 0               | -                  | -                  | -                  | -           | -           | -           | 25     | 0      |
| 2023-2024        | Puteolana            | Ecc              | 28         | 1          | CI Dil. Camp.   | 6               | 0               | -                  | -                  | -                  | -           | -           | -           | 34     | 1      |
| Totale Puteolana | Totale Puteolana     | Totale Puteolana | 81+1+      | 1          |                 | 10              | 0               |                    | -                  | -                  | -           | -           | -           | 92+    | 1      |
| 2024-2025        | Castel di Sangro     | Ecc              | 16+        | 0          | CI Dil. Mol.    | 0+              | 0               | -                  | -                  | -                  | -           | -           | -           | 16+    | 0      |
| Totale carriera  | Totale carriera      | Totale carriera  | 557+       | 5          |                 | 32+             | 0               |                    | -                  | -                  | -           | 2           | 0           | 591+   | 5      |

## Palmarès

### Competizioni nazionali
- Campionato italiano Serie C1: 1

Grosseto: 2006-2007 (girone A)
- Supercoppa di Lega di Serie C1: 1

Grosseto: 2007
- Coppa Italia Serie D: 1

Fondi: 2015-2016
- Campionato italiano Serie D: 1

Sicula Leonzio: 2016-2017 (girone I)

### Competizion regionali
- Eccellenza: 1

Puteolana: 2021-2022 (girone B)